# Jürgen Ehlers (Musiker)
Jürgen Ehlers (* um 1935; † um 2014) war ein deutscher Jazz- und Studiomusiker (Kontrabass), der sich später auch als Arrangeur, Musikproduzent und Songwriter in der Unterhaltungsmusik betätigte.

## Leben und Wirken
Ehlers spielte 1960 in Hamburg bei einer Studiosession mit Lucky Thompson (Four Brothers, mit Barney Wilen, Helmut Brandt, Bent Jædig, Roland Kovac, Larry Atwell und Ruud Pronk); 1963 begleitete er als Mitglied der Jazzcombo des Sender Freies Berlin (SFB) unter Leitung von Otto Fröhlich die Sängerin Inge Brandenburg. 1965 wirkte er in Köln bei Aufnahmen von Toots Thielemans, Francy Boland und Joe Harris mit („Melancholic Harmonica“). 1960 legte er als Leiter eines Studioorchesters mit dem Pianisten Kai Rautenberg die Single Moon Mission/Astronautical (Trans-World-Records) vor.
In den 1970er-Jahren war Ehlers Mitglied des Trios von Eugen Cicero. Zudem war er vor allem als Arrangeur und Produzent für Schlager-Produktionen u. a. von Gunter Gabriel, David Hasselhoff, Andrea Jürgens, G. G. Anderson („Mama Lorraine“), Bernhard Brink, Howard Carpendale und Tony Holiday („Tanze Samba mit mir“) tätig. Unter dem Pseudonym Al Vissond schrieb er Schlager für Roy Black („Holiday am Wörthersee“) und Norbert Dickel („Der Ball ist rund“). Des Weiteren spielte er im Studioorchester von Werner Becker.

## Diskografische Hinweise
- Jean „Toots“ Thielemans/Eugen Cicero Quartet: Nice to Meet You (1979), mit Hans Rettenbacher, Peter Lewinson, Adi Feuerstein, Adrian Ciceu